# Demarchus nigriceps
Demarchus nigriceps es una especie de insecto coleóptero de la familia Chrysomelidae.
Fue descrita científicamente en 1988 por Chen & Wang.